# IC 1331
IC 1331 — галактика типу S0-a (спіральна галактика) у сузір'ї Водолій.
Цей об'єкт міститься в оригінальній редакції індексного каталогу.